# Edgerton (Wyoming)
Pour les articles homonymes, voir Edgerton.
Edgerton est une municipalité américaine située dans le comté de Natrona au Wyoming.
Lors du recensement de 2010, sa population est de 195 habitants. La municipalité s'étend sur 0,25 milles carrés (0,65 km2).